# Machaonia cymosa
Machaonia cymosa là một loài thực vật có hoa trong họ Thiến thảo. Loài này được (Sw.) Griseb. mô tả khoa học đầu tiên năm 1861.